# Blake Lizotte
Blake Joseph Lizotte, född 13 december 1997, är en amerikansk professionell ishockeyforward som spelar för Los Angeles Kings i National Hockey League (NHL). Han har tidigare spelat för Ontario Reign i American Hockey League (AHL); St. Cloud State Huskies i National Collegiate Athletic Association (NCAA); Fargo Force i United States Hockey League (USHL) samt Minot Minotauros i North American Hockey League (NAHL).
Lizotte blev aldrig NHL-draftad.

## Statistik
| 2012–2013   | Chisago Lakes Wildcats  |             | 25  | 8  | 19 | 27  | 4  | 3 | 1 | 0 | 1 | 0 |
| 2013–2014   | Chisago Lakes Wildcats  |             | 25  | 11 | 29 | 40  | 0  | 3 | 3 | 5 | 8 | 0 |
| 2014–2015   | Minot Minotauros        | NAHL        | 56  | 14 | 38 | 52  | 14 | 6 | 0 | 3 | 3 | 4 |
| 2015–2016   | Fargo Force             | USHL        | 54  | 12 | 34 | 46  | 26 | — | — | — | — | — |
| 2016–2017   | Fargo Force             | USHL        | 56  | 19 | 46 | 65  | 42 | 3 | 0 | 0 | 0 | 0 |
| 2017–2018   | St. Cloud State Huskies | NCAA        | 39  | 8  | 19 | 27  | 20 | — | — | — | — | — |
| 2018–2019   | Los Angeles Kings       | NHL         | 1   | 0  | 0  | 0   | 0  | — | — | — | — | — |
|             | St. Cloud State Huskies | NCAA        | 37  | 14 | 28 | 42  | 28 | — | — | — | — | — |
| 2019–2020   | Los Angeles Kings       | NHL         | 65  | 6  | 17 | 23  | 20 | — | — | — | — | — |
|             | Ontario Reign           | AHL         | 1   | 0  | 0  | 0   | 2  | — | — | — | — | — |
| 2020–2021   | Los Angeles Kings       | NHL         | 41  | 3  | 7  | 10  | 16 | — | — | — | — | — |
| NHL totalt  | NHL totalt              | NHL totalt  | 107 | 9  | 24 | 33  | 36 | — | — | — | — | — |
| NCAA totalt | NCAA totalt             | NCAA totalt | 76  | 22 | 47 | 69  | 48 | — | — | — | — | — |
| USHL totalt | USHL totalt             | USHL totalt | 110 | 31 | 80 | 111 | 68 | 3 | 0 | 0 | 0 | 0 |